# 匂える園
『匂える園』（におえるその）は、15世紀にムハンマド・イブン・ムハンマド・アル＝ナフザウィ (Muhammad ibn Muhammad al-Nafzawi) によって書かれたアラビア語による性典、性愛文学作品である。正式な題名は、"官能の悦びの匂える園" (al-rawd al-'âtir fî nuzhati'l khâtir)。『素女経』(中国・漢代)、『カーマ・スートラ』(インド・4 -5 世紀)と並ぶ「世界三大性典」の一つである。

## 解説
本書には、魅力的な男女となるために必要な資質や、性交時のテクニック、性の健康に関する注意、性病の治療法などが解説されている。加えて、陰茎と膣に関する名称の一覧や夢判断（夢解釈）を解説する章が含まれており、動物の生殖行動についても簡単な説明がある。また、これらの解説の合間には、娯楽的な要素を持つストーリーが全体の流れを補うように挿入されている。イスラム圏における本書の評判は千夜一夜物語に匹敵するという。
1999年のジム・コルヴィルによる英語翻訳版の序文によると、『匂える園』がムハンマド・イブン・ムハンマド・アル＝ナフザウィによって書かれた場所はチュニジアで、ハフス朝の君主アブー＝ファーリス (在位1394年–1434年) の命によって1410年から1434年ごろ編集された。

## 各国語への翻訳

### 欧州言語
初期の欧州言語訳としては、1850年に在アルジェリアのフランス軍人、自称 "Baron R..." が翻訳したフランス語版がある。
その後、英語圏でこの本が初めて広く知られるようになったのはリチャード・フランシス・バートンによるフランス語からの重訳が1886年に出版されてからであった。バートンが元にしたのは、1886年にイサドール・リズーがアラビア語から翻訳出版した版の書写本である。この書写本は最終章である21章が不完全であったが、この章で扱われていたのが同性愛と少年愛であったためと思われる。バートンは1890年代の終わりに没したが、晩年は原文を元にして、欠落部分を含む新たな翻訳を手がけていた。この翻訳 "The Scented Garden" と題が付けられていたが、バートンの死後すぐに妻のイザベルが原稿を焼却してしまったため、結局出版されることはなかった。
バートンは、『匂える園』はピエトロ・アレティーノやフランソワ・ラブレーの作品、それにニコラ・ヴェネットによる "Tableau de l’amour conjugal, ou l'Histoire complète de la génération de l’homme"（フランス語）と同種の作品でありながら、極めてみだらでわいせつな内容を大まじめに説明していることが本書の最大の特徴であると考えていた。
バートンの指摘によると、『匂える園』はすべてが独自の内容ではなかった。MoçamaとChedjaに関する記述の元はすべてがMohammed ben Djerir el Taberiの作品に求められ、さまざまな体位や動きはインドの作品から得られたものであり夢判断に関しては Azeddine el Mocadecci (Izz al-Din al-Mosadeqi) の『Birds and Flowers』が参考にされている。
1976年には、ルネ・カワン（Rene R. Khawam）による新たなフランス語訳が出版され、さらに1999年にはジム・コルヴィルによるアラビア語から英語への初の直接翻訳となる版が出版された。コルヴィルによると、バートン版は原典以外の要素が多数加えられており、たとえば体位を解説する章はコルヴィル版では2ページ半しかないものがバートン版では25ページにも及ぶ、相当に誇張された「奇妙な」作品に仕上がっているという。

### 日本語
過去に日本語訳が複数出版されたが、いずれも発禁処分を受けた。2015年現在は、青弓社から出版された立木鷹志の翻訳による版が入手可能である。

## 影響
イギリスの作曲家カイホスルー・シャプルジ・ソラブジは、本書に触発され、1923年にピアノソロ曲『匂える園』 ("Le jardin parfumé: Poem for Piano Solo") を作曲した。

## 刊行物
日本語文献のみ記す。
- ネフザウイ 『匂える園 アラビヤ古性典』 田村恒男訳、紫書房〈世界艶笑文庫 第10集〉、1951年。全国書誌番号:52001701。
- 『世界セクシー文学全集 別巻 第3』 新流社〈性典シリーズ 第3〉、1961年。全国書誌番号:58005683。

ネフザウィ「薫園と愛壇、匂える園」（巻正平訳）を収録
- ネフザウィ 『匂える園』 巻正平訳、新流社、1962年。全国書誌番号:62011270。
- マホメッド・エル・ネフザウィ 『匂える園』 立木鷹志訳、青弓社、1994年11月。ISBN 978-4-7872-3095-9。